# Haiti na Letnich Igrzyskach Olimpijskich Młodzieży 2010
Haiti na Letnich Igrzyskach Olimpijskich Młodzieży 2010 w Singapurze reprezentowało 22 sportowców w 4 dyscyplinach.

## Skład kadry

### Judo
- Dieulourdes Joseph - kategoria do 44 kg - 9. miejsce
- Wildjie Vertus - kategoria do 63 kg - 17. miejsce

### Lekkoatletyka
Dziewczęta:
- Beatrice Derose - bieg na 1000 m - nie startował w finale

### Piłka nożna
Drużyna chłopców:  srebrny medal
- Jeff Petit Frere
- Daniel Gedeon
- Sindy Louissaint
- Jonathan Momplaisir
- Nike Metellus
- Wiliam Barthelemy
- Carlos Gluce
- Ismael Hilaire
- Jean Paraison
- Bertrand Vilgrain
- Sandino Saint Jean
- Pierre Samedi
- Robert Surpris
- Jean Bonhomme
- Sandro Saint Surin
- Whoopy Jean Baptiste
- Junior Bonheur
- Jeff Alphonse

### Taekwondo
- Peterson Sertune - kategoria do 55 kg - przegrana w 1/4 finału